# アフガニスタンの政治
アフガニスタンの政治は、ターリバーン統治の枠組みの中で行われている。ターリバーンはアフガニスタンを制圧後、2021年9月7日に暫定政府を発表した。

## 最高指導者
ハイバトゥラー・アクンザダは、アフガニスタン・イスラム首長国のトップであり、政治、軍事、宗教および政府の人事などすべての決定権を持っている。最高指導者としての仕事の多くは、アフガニスタンの内閣と首相を監督するラーバリシュラ（指導評議会）と共同で行われる。ラーバリシュラはアクンザダと共同で首相、副首相、外務大臣、内務大臣など内閣の重要なポストに個人を任命する。
現在、最高指導者は、アフガニスタンの内閣の全体的な目的を決定する責任も負っており、ターリバーンのさまざまな派閥間の団結とリーダーシップの要となっている。ハイバトゥラー・アクンザダはマウラウィーとしての資格とフィクフの知識を持っているため、ターリバーンの間では広く尊敬されており、従って求心力のある存在として見られている。

## ラーバリシュラ
ラーバリシュラ（指導評議会）は、アフガニスタンの統治において最高指導者を補佐する26人のメンバーからなる評議会である。現情報副大臣であり政府の広報担当者でもあるザビフラ・ムジャヒドによれば、ラーバリシュラはアフガニスタンの内閣を監督し、政府の重要な決定を行うという。評議会はまた、前任者の死後に新しい最高指導者を任命する責任を負っていたが、2021年のカーブル陥落後に評議会がこの権限を行使するかどうかはまだわかっていない。
この仕組みは、1996年から2001年にかけてアフガニスタン・イスラム首長国がムハンマド・オマルを最高評議会の議長として統治していたことを彷彿とさせる。しかし、このシステムは、イランの最高指導者とその聖職者による統治システムとも比較されている。評議会自体は、アフガニスタン紛争中のターリバーンの執行機関でもあり、反政府組織としてのターリバーンの全体的な方向性を決定していた。
アルジャジーラの報道によると、アフガニスタンの内閣は実際には無力であり、すべての政治権力はアクンザダとカンダハールを拠点とするラーバリシュラに帰属しているという。

## 内閣

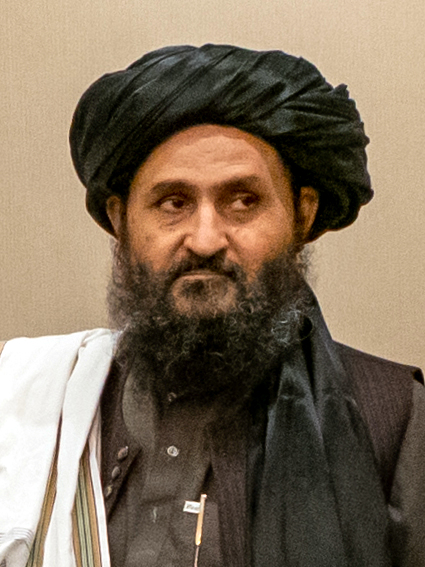
アブドゥル・ガニ・バラダル副首相

現在の暫定内閣は2021年9月7日の発表で提示された。国全体は、2016年にターリバーンのトップとなったハイバトゥラー・アクンザダが率いている。首相のハッサン・アフンドは、ターリバーンの穏健派と強硬派間の妥協候補者として選ばれた。副首相にはアブドゥル・ガニ・バラダルとアブドゥル・サラム・ハナフィの2人がいる。
内閣（ハイバトゥラー・アクンザダを除く）には合計33人の大臣がおり、全員が男性であった。 2人の大臣はタジク人であり、1人（アブドゥル・サラム・ハナフィ）はウズベク人である。他のすべての大臣は、ハイバトゥラー・アクンザダと同様にパシュトゥーン民族の出身である。国内最大の民族であるパシュトゥーン人は、長い間ターリバーンと非ターリバーンの両方の政治を支配してきた。政府のメンバーの中には、1996年から2001年まで続いたターリバーン統治時代に大臣を務めていた者もいる。
政府はターリバーンの主席広報担当者のザビフラ・ムジャヒドによって発表され、この内閣は完全ではなく、さらなる人事を行う予定であると述べた。ターリバーンは以前、包括的な政府を形成したいと述べていたが、すべての大臣はターリバーンの長年のメンバーであった。
2021年9月21日、ムジャヒディーンは副大臣を指名してターリバーンの暫定内閣の拡大を発表した。

## 政策
国家の正式名称はアフガニスタン・イスラム首長国である。ターリバーンの方針は、シャリーア法を施行することである。
大規模な女性主導の抗議活動を受けて、9月9日に未承認の抗議活動が禁止された。女性に関する政策には、スポーツへの参加の禁止が含まれている。

### 教育
政府は小学校の再開を命じ、男子学生向けの高校を再開する予定であることを発表したが、女子が高校に通えるかどうかについてはまだコメントしていない。ターリバーンは、女子大生は男子学生（可能であれば教授も）から隔離されていれば大学に戻ることができると述べているが 、ガーディアンは「高校が女子のために再開されない場合、ひとたび現在の学生達が卒業すれば、大学教育を認めるという約束は無意味になるだろう」と指摘している。高等教育大臣のAbdulBaqi Haqqaniは、すべての女子学生には適切なヒジャブの着用を義務付けると述べたが、それが顔を覆うことを必要とするかどうかは明確にしなかった。
ターリバーンのスポークスマンZabihullah Mujahidは、9月21日、明確な時期を示すことなく中等学校の女子生徒が「できるだけ早く」学校に戻ると発表し、女子教育について、従来の制度には欠点があったため、変更を「最終的に」検討していると主張した。彼は従来の教育制度の問題点についての詳細には言及していない。

## 認識と関係
アフガニスタンの国連特使は、国際社会が新政府を承認しないよう要請した。そのような承認を求めているターリバーンをまだ承認した国家はないが、他国の政府もある程度はターリバーン側と接触している。

## 派閥主義
政権を獲得して以来、戦利品、（政権獲得前の）ターリバーンの反政府活動への貢献、新政府での政治的任命などの分野で、ターリバーンの様々な陣営の間で派閥主義や内紛が報告されている。派閥には、政治的穏健派、宗教的原理主義者、ジハード主義者、ハッカニ・ネットワークなどがある。